# Charles Calvert (5. baron Baltimore)
Charles Calvert (ur. 29 września 1699, zm. 24 kwietnia 1751) – angielski kolonizator, właściciel kolonii Maryland i jej gubernator.